# Andreaskirche (Altenschlirf)

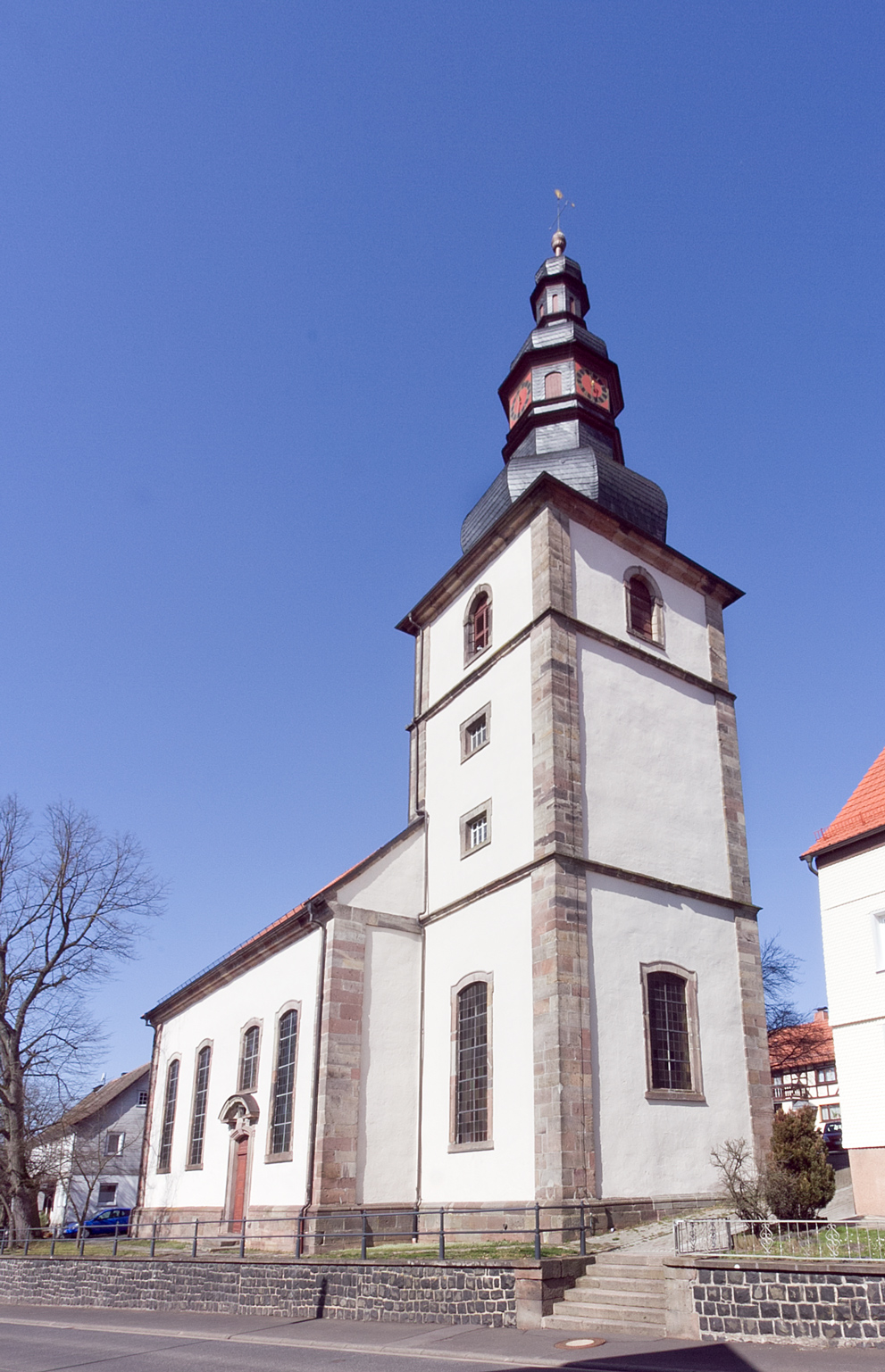
Andreaskirche

Die evangelisch-unierte Andreaskirche steht in Altenschlirf, einem Stadtteil von Herbstein im Vogelsbergkreis von Hessen. Die Kirchengemeinde gehört zum Dekanat Vogelsberg in der Propstei Oberhessen der Evangelischen Kirche in Hessen und Nassau.

## Beschreibung
Der Bau der Saalkirche wurde 1753 begonnen und 1755 vollendet. Sie hat einen hohen Kirchturm im Osten, in dem eine Kirchenglocke aus dem 15. Jahrhundert hängt. Die zwiebelförmige Haube des Turms setzt sich in einer doppelten Laterne fort. 
Der Innenraum des Kirchenschiffs hat zwei kreisförmige Deckengemälde, dargestellt sind Seraphim. Die Emporen sind mit Blumen- und Fruchtsträußen sowie Bibelsprüchen bemalt und wurden 1939 erneuert. Die um 1755 gebaute Kanzel hat Statuen der vier Evangelisten, auf dem Schalldeckel befindet sich eine Figur von Christus. Das Taufbecken stammt aus dem Jahr 1652. 
Die erste Orgel wurde 1789 von Johann-Markus Oestreich gebaut. Sie wurde 1930 durch ein Werk mit zwölf Registern, zwei Manualen und einem Pedal von Förster & Nicolaus Orgelbau im Orgelprospekt von 1789, das von zwei Tubaengeln flankiert wird, ersetzt.